# Tornei di tennis maschili indipendenti nel 1982
Nel 1982 i tornei di tennis maschili facevano parte del World Championship Tennis 1982 e del rivale Volvo Grand Prix 1982, ma molti non erano inseriti in nessun particolare circuito.

## Calendario

### Gennaio
| Settimana  | Torneo                                                               | Vincitore                         | Finalista    | Semifinalisti | Eliminati ai quarti |
| ---------- | -------------------------------------------------------------------- | --------------------------------- | ------------ | ------------- | ------------------- |
| 11 gennaio | Challenge of Champions 1982 Rosemont, USA Sintetico indoor Singolare | Jimmy Connors 6-7 7-5 6-7 7-5 6-4 | John McEnroe |               |                     |
| 11 gennaio | Challenge of Champions 1982 Rosemont, USA Sintetico indoor Singolare |                                   |              |               |                     |

### Febbraio
| Settimana  | Torneo                                                                              | Vincitore                  | Finalista    | Semifinalisti | Eliminati ai quarti |
| ---------- | ----------------------------------------------------------------------------------- | -------------------------- | ------------ | ------------- | ------------------- |
| ? Febbraio | New South Wales Hard Court Championships 1982 Grafton, Australia Singolare - Doppio | Brett Edwards 6-4, 6-2     | Ken Rosewall |               |                     |
| ? Febbraio | New South Wales Hard Court Championships 1982 Grafton, Australia Singolare - Doppio |                            |              |               |                     |
| 7 febbraio | Molson Light Challenge 1982 Toronto, Canada Sintetico indoor Singolare              | Ivan Lendl 7-5 3-6 7-6 7-5 | John McEnroe |               |                     |

### Marzo
| Settimana | Torneo                                                                 | Vincitore                | Finalista        | Semifinalisti | Eliminati ai quarti |
| --------- | ---------------------------------------------------------------------- | ------------------------ | ---------------- | ------------- | ------------------- |
| 25 marzo  | Cascais 4 Men Invitational 1982 Cascais, Portogallo Singolare - Doppio | Raúl Ramírez 4-6 7-6 6-3 | Zoltán Kuhárszky |               |                     |
| 25 marzo  | Cascais 4 Men Invitational 1982 Cascais, Portogallo Singolare - Doppio |                          |                  |               |                     |

### Aprile
| Settimana | Torneo                                                                 | Vincitore            | Finalista       | Semifinalisti      | Eliminati ai quarti |
| --------- | ---------------------------------------------------------------------- | -------------------- | --------------- | ------------------ | ------------------- |
| 12 aprile | Torneo di Johannesburg 1982 Johannesburg, Sudafrica Singolare - Doppio | Danie Visser 6-4 6-3 | Van Winitsky    |                    |                     |
| 12 aprile | Torneo di Johannesburg 1982 Johannesburg, Sudafrica Singolare - Doppio |                      |                 |                    |                     |
| 18 aprile | Suntory Cup 1982 Tokyo, Giappone Sintetico indoor Singolare - Doppio   | Björn Borg 6-1 6-2   | Guillermo Vilas | Vincent Van Patten |                     |
| 18 aprile | Suntory Cup 1982 Tokyo, Giappone Sintetico indoor Singolare - Doppio   |                      |                 | Vincent Van Patten |                     |

### Maggio
| Settimana | Torneo                                            | Vincitore                 | Finalista   | Semifinalisti | Eliminati ai quarti |
| --------- | ------------------------------------------------- | ------------------------- | ----------- | ------------- | ------------------- |
| 16 maggio | Gunze Open 1982 Kōbe, Giappone Singolare - Doppio | Vijay Amritraj 3-1 ritiro | Sandy Mayer |               |                     |
| 16 maggio | Gunze Open 1982 Kōbe, Giappone Singolare - Doppio |                           |             |               |                     |

### Giugno
| Settimana | Torneo                                                                          | Vincitore                 | Finalista      | Semifinalisti | Eliminati ai quarti |
| --------- | ------------------------------------------------------------------------------- | ------------------------- | -------------- | ------------- | ------------------- |
| 5 giugno  | Kent Championships 1982 Beckenham, Gran Bretagna Singolare - Doppio             | Kevin Curren 7-6 6-4      | Buster Mottram |               |                     |
| 5 giugno  | Kent Championships 1982 Beckenham, Gran Bretagna Singolare - Doppio             |                           |                |               |                     |
| 5 giugno  | Northern Championships 1982 Manchester, Gran Bretagna 18,000 Singolare - Doppio | John McEnroe 6-3 6-7 10-8 | Roger Simpson  |               |                     |
| 5 giugno  | Northern Championships 1982 Manchester, Gran Bretagna 18,000 Singolare - Doppio |                           |                |               |                     |

### Luglio
| Settimana | Torneo                                                                          | Vincitore                         | Finalista  | Semifinalisti | Eliminati ai quarti |
| --------- | ------------------------------------------------------------------------------- | --------------------------------- | ---------- | ------------- | ------------------- |
| 24 luglio | Industry Hills 4-men Invitational 1982 Industry, USA Cemento Singolare - Doppio | Jimmy Connors 5-7 6-2 6-2 6-7 6-2 | Björn Borg | Sandy Mayer   |                     |

### Agosto
| Settimana | Torneo                                                           | Vincitore                  | Finalista       | Semifinalisti | Eliminati ai quarti |
| --------- | ---------------------------------------------------------------- | -------------------------- | --------------- | ------------- | ------------------- |
| 1º agosto | Torneo di Cap d'Agde 1982 Cap d'Agde, Francia Singolare - Doppio | Tomáš Šmíd 6-3 6-4 5-7 6-2 | Lloyd Bourne    |               |                     |
| 1º agosto | Torneo di Cap d'Agde 1982 Cap d'Agde, Francia Singolare - Doppio |                            |                 |               |                     |
| 29 agosto | Head Cup 1982 Sumers, USA Singolare - Doppio                     | Guillermo Vilas 7-5 6-3    | Eliot Teltscher |               |                     |
| 29 agosto | Head Cup 1982 Sumers, USA Singolare - Doppio                     |                            |                 |               |                     |

### Settembre
Nessun evento

### Ottobre
| Settimana  | Torneo                                                                               | Vincitore              | Finalista        | Semifinalisti | Eliminati ai quarti |
| ---------- | ------------------------------------------------------------------------------------ | ---------------------- | ---------------- | ------------- | ------------------- |
| 3 ottobre  | Molson Light Challenge Cup 1982 Montréal, Canada Sintetico indoor Singolare - Doppio | Jimmy Connors 6-4 6-3  | Björn Borg       |               |                     |
| 3 ottobre  | Molson Light Challenge Cup 1982 Montréal, Canada Sintetico indoor Singolare - Doppio |                        |                  |               |                     |
| 24 ottobre | Mazda Super Challenge 1982 Melbourne, Australia Sintetico indoor Singolare - Doppio  | Ivan Lendl 6-2 6-2 7-5 | Vitas Gerulaitis |               |                     |
| 24 ottobre | Mazda Super Challenge 1982 Melbourne, Australia Sintetico indoor Singolare - Doppio  |                        |                  |               |                     |

### Novembre
| Settimana   | Torneo                                                                       | Vincitore                           | Finalista                                | Semifinalisti | Eliminati ai quarti |
| ----------- | ---------------------------------------------------------------------------- | ----------------------------------- | ---------------------------------------- | ------------- | ------------------- |
| 3 novembre  | Swan Lager Super Challenge Tennis Tournament 1982 Perth, Australia Singolare | Björn Borg 6-1 6-4                  | John McEnroe                             | Ivan Lendl    |                     |
| 6 novembre  | Akai Gold Challenge Cup 1982 Sydney, Australia Sintetico indoor Singolare    | Björn Borg Round robin              | Ivan Lendl Vitas Gerulaitis John McEnroe |               |                     |
| 28 novembre | Queensland Open 1982 Brisbane, Australia Singolare - Doppio                  | Charles Fancutt 7-6 6-3             | Pat Cash                                 |               |                     |
| 28 novembre | Queensland Open 1982 Brisbane, Australia Singolare - Doppio                  | Dale Collings Wayne Hampton 7-5 6-0 | Brad Guan Peter Johnston                 |               |                     |

### Dicembre
| Settimana   | Torneo                                                                                    | Vincitore                  | Finalista     | Semifinalisti            | Eliminati ai quarti |
| ----------- | ----------------------------------------------------------------------------------------- | -------------------------- | ------------- | ------------------------ | ------------------- |
| 5 dicembre  | European Community Championships 1982 Anversa, Belgio Sintetico indoor Singolare - Doppio | Ivan Lendl 3-6 7-6 6-3 6-3 | John McEnroe  | Björn Borg Mats Wilander | Brian Gottfried     |
| 5 dicembre  | European Community Championships 1982 Anversa, Belgio Sintetico indoor Singolare - Doppio |                            |               | Björn Borg Mats Wilander | Brian Gottfried     |
| 19 dicembre | Nastase Hampton Invitational 1982 North Miami Beach, USA Cemento Singolare - Doppio       | Jimmy Connors 6-2 6-2      | Brian Teacher | Brian Gottfried          | Björn Borg          |
| 19 dicembre | Nastase Hampton Invitational 1982 North Miami Beach, USA Cemento Singolare - Doppio       |                            |               | Brian Gottfried          | Björn Borg          |

### Gennaio 1983
| Settimana  | Torneo                                                               | Vincitore                     | Finalista     | Semifinalisti | Eliminati ai quarti |
| ---------- | -------------------------------------------------------------------- | ----------------------------- | ------------- | ------------- | ------------------- |
| 16 gennaio | Challenge of Champions 1982 Rosemont, USA Sintetico indoor Singolare | Ivan Lendl 4–6, 6–4, 7–5, 6–4 | Jimmy Connors | Björn Borg    |                     |